# Japonitata concaviuscula
Japonitata concaviuscula là một loài bọ cánh cứng trong họ Chrysomelidae. Loài này được Yang in Yang, Li, Zhang & Xiang miêu tả khoa học năm 1997.